# Criptomoneda alternativa
Se suelen denominar como altcoins, monedas alternativas o criptomonedas alternativas a las monedas digitales que no se encuentran entre las principales diez criptomonedas en cuanto a capitalización bursátil, sea que se basen o no en la tecnología de la cadena de bloques o que estén inspiradas en su código.
El término se originó como una forma de referirse a las primeras criptomonedas inspiradas en Bitcoin que se inspiraban conceptualmente en dicho proyecto o utilizaban parte de su código fuente open source.
En la actualidad existe una gran variedad de altcoins en el ecosistema de las criptomonedas, y estas pueden perseguir diversos objetivos e implementar variadas soluciones técnicas para los problemas que se plantean resolver.  Algunas monedas alternativas utilizan sistemas de minería diferentes al de bitcoin, pudiendo implementar variantes del algoritmo de prueba de trabajo (POW) o sistemas alternativos basados en prueba de participación (PoS), entre otros.
Ejemplos populares de altcoins son Ethereum, BNB, Cardano, Dash, Monero, Zcash, Dogecoin, Faircoin, Namecoin, Nano, XRP, Steem, Litecoin, Tether y Bitcoin Gold.

## Principales criptomonedas por capitalización de mercado
| Puesto | Nombre                  | Capitalización de mercado |
| ------ | ----------------------- | ------------------------- |
| 1      | Bitcoin (BTC)           | $595.59B                  |
| 2      | Ethereum (ETH)          | $277.39B                  |
| 3      | Binance Coin (BNB)      | $51.21B                   |
| 4      | Cardano (ADA)           | $46.17B                   |
| 5      | Dogecoin (DOGE)         | $40.36B                   |
| 6      | Ripple (XRP)            | $38.01B                   |
| 7      | Polkadot (DOT)          | $19.33B                   |
| 8      | Bitcoin Cash (BCH)      | $10.55B                   |
| 9      | Litecoin (LTC)          | $10.09B                   |
| 10     | Internet Computer (ICP) | $10.07B                   |

## Polémicas

### Debate sobre si Bitcoin Cash debería ser llamado altcoin
Desde la perspectiva de detractores de Bitcoin Cash, dicha moneda debería considerarse como un altcoin.  Por esta razón, aseguran que quienes proclaman que Bitcoin Cash como la continuación del proyecto de Bitcoin, están creando confusión.
Ante esto, los partidarios de Bitcoin Cash argumentan que su proyecto es un retorno a los conceptos e ideales iniciales del proyecto presentando por Satoshi Nakamoto en su documento técnico original, y reivindican que el verdadero Bitcoin tiene la cualidad de efectivo electrónico  en lugar de reducirse a ser "oro digital". Además, son muy críticos con Bitcoin Core, a quien acusan de haber cambiado la hoja de ruta original de desarrollo, los conceptos esenciales e importantes cualidades de la moneda.
El 11 de noviembre de 2017, Gavin Andresen, el desarrollador al que Satoshi dejó a cargo del desarrollo de bitcoin cuando decidió retirarse,  escribió un polémico tuit en el que apoyaba públicamente a bitcoin cash (BCH) insinuando que este era la representación más cercana al Bitcoin en el que había trabajado desde el principio:

Bitcoin Cash is what I started working on in 2010: a store of value AND means of exchange.
Bitcoin Cash es en lo que comencé a trabajar en 2010: un deposito de valor y un medio de intercambio.
@GavinAndresen

En enero de 2018, científicos del Instituto Nacional de Estándares y Tecnología, una agencia del Departamento de Comercio de los Estados Unidos, publicaron un documento oficial llamado Informe interinstitucional: Descripción general de la tecnología Blockchain  en el que aseguran que técnicamente, tras la activación en julio de 2017 de BIP91 como parte del plan para activar SegWit, bitcoin se convirtió en un fork, y que bitcoin cash representa el Bitcoin original.